# Akela

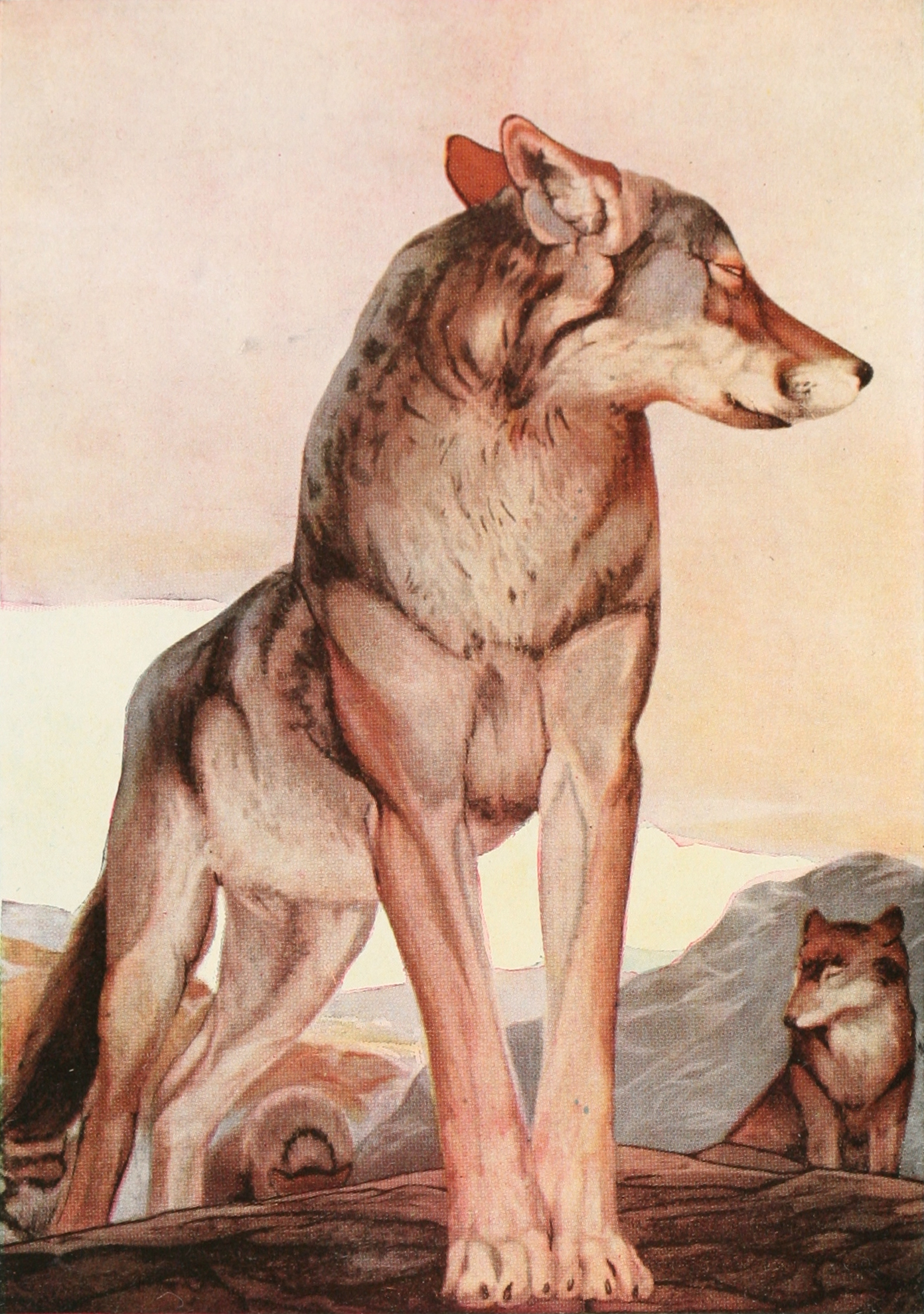
Akela i 1895 års utgåva av Djungelboken.

Akela, är en litterär figur och ledarvarg i den vargflock som tar hand om Mowgli i Rudyard Kiplings novellsamling Djungelboken. Akela betyder 'ensam' på hindi, urdu och punjabi.
Akela var ledarvargen, men tigern Shere Khan lurar några yngre vargar i flocken att utmana Akela och försöker avsätta honom som ledare. Mowgli skyddar honom och driver iväg tigern och hans allierade. De övriga vargarna vill ha kvar Akela som sin ledare, men han väljer att istället jaga ensam.
Akela dör i strid vid Mowglis sida, och hans död är en betydande faktor för Mowglis beslut att som 17-åring åter börja leva bland människorna.

## I filmen
I Disneys tecknade klassiker Djungelboken från 1967 har Akela en betydligt mindre roll. Hans röst på engelska görs av John Abbott och på svenska av Sten Ardenstam.